# Tom O'Folliard

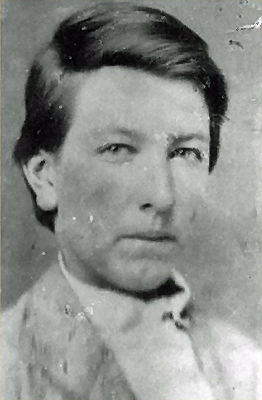
Tom O'Folliard omstreeks 1875

Tom O'Folliard (1858 – 19 december 1880) was een Amerikaanse outlaw die deel uitmaakte van The Lincoln County Regulators en later de Billy the Kid Gang. Hij was de beste vriend van Billy the Kid en samen met hem vocht hij in The Lincoln County War.

## Levensbeschrijving
Toen het huis van McSween in brand werd gezet, probeerde hij net als alle andere leden van de bende te ontsnappen, maar hij werd door een kogel in zijn schouder geraakt.
Hij overleefde het en na het uiteenvallen van The Regulators sloot hij zich aan bij Billy the Kid, samen met Charlie Bowdre. Samen vormden ze een nieuwe bende die meestal de "Billy the Kid Gang" werd genoemd. Ook Dave Rudabaugh en Pat Garrett sloten zich hierbij aan.
Pat Garrett verliet later de groep en werd toen ingehuurd om Billy the Kid te vangen. Op 19 december 1880 vlak bij Fort Sumner tijdens de jacht op The Kid werd O'Folliard in zijn borst geschoten door een lid van de "posse" van Pat Garrett of door Pat zelf, waardoor O'Folliard 25 minuten later overleed. Hij werd begraven vlak bij Fort Sumner, en toen Charlie Bowdre op 23 december ook werd doodgeschoten, kwam hij naast hem in het graf te liggen. Ten slotte kwam het lijk van Billy the Kid er ook bij, een dag nadat hij op 14 juli 1881 was doodgeschoten. In de jaren 40 van de twintigste eeuw werd er een grafsteen op het graf geplaatst met de drie namen en het woord "PALS", Engels voor "vrienden". Sindsdien is de grafsteen al drie keer gestolen en teruggevonden, en tegenwoordig staat er een ijzeren kooi om het graf heen.

## Personage in films
- In 1973 verscheen O'Folliard in de film Pat Garrett & Billy the Kid en werd gespeeld door Rudy Wurlitzer.
- In 1954 verscheen hij in Law vs. Billy the Kid en werd gespeeld door George Barkeley.
- In 1970 verscheen hij in Chisum en werd gespeeld door Christopher Mitchum.
- In 1990 verscheen hij in de film Young Guns II en werd hij gespeeld door Balthazer Getty.